# Ptiolina angusta
Ptiolina angusta är en tvåvingeart som beskrevs av Charles Howard Curran 1931. Ptiolina angusta ingår i släktet Ptiolina och familjen snäppflugor.
Artens utbredningsområde är Québec. Inga underarter finns listade i Catalogue of Life.